# Ligny-le-Châtel (tổng)
Tổng Ligny-le-Châtel là một tổng của Tỉnh của Yonne của Pháp.

## Phân chia hành chính
Tổng Ligny-le-Châtel bao gồm các xã de:
- La Chapelle-Vaupelteigne;
- Lignorelles;
- Ligny-le-Châtel;
- Maligny;
- Méré;
- Montigny-la-Resle;
- Pontigny;
- Rouvray;
- Varennes;
- Venouse;
- Villeneuve-Saint-Salves;
- Villy.